# Suriname (rivier)
De Surinamerivier is een 480 km lange rivier, centraal en in het oosten van Suriname gelegen. De rivier is eveneens de naamgever van de republiek.

## Loop

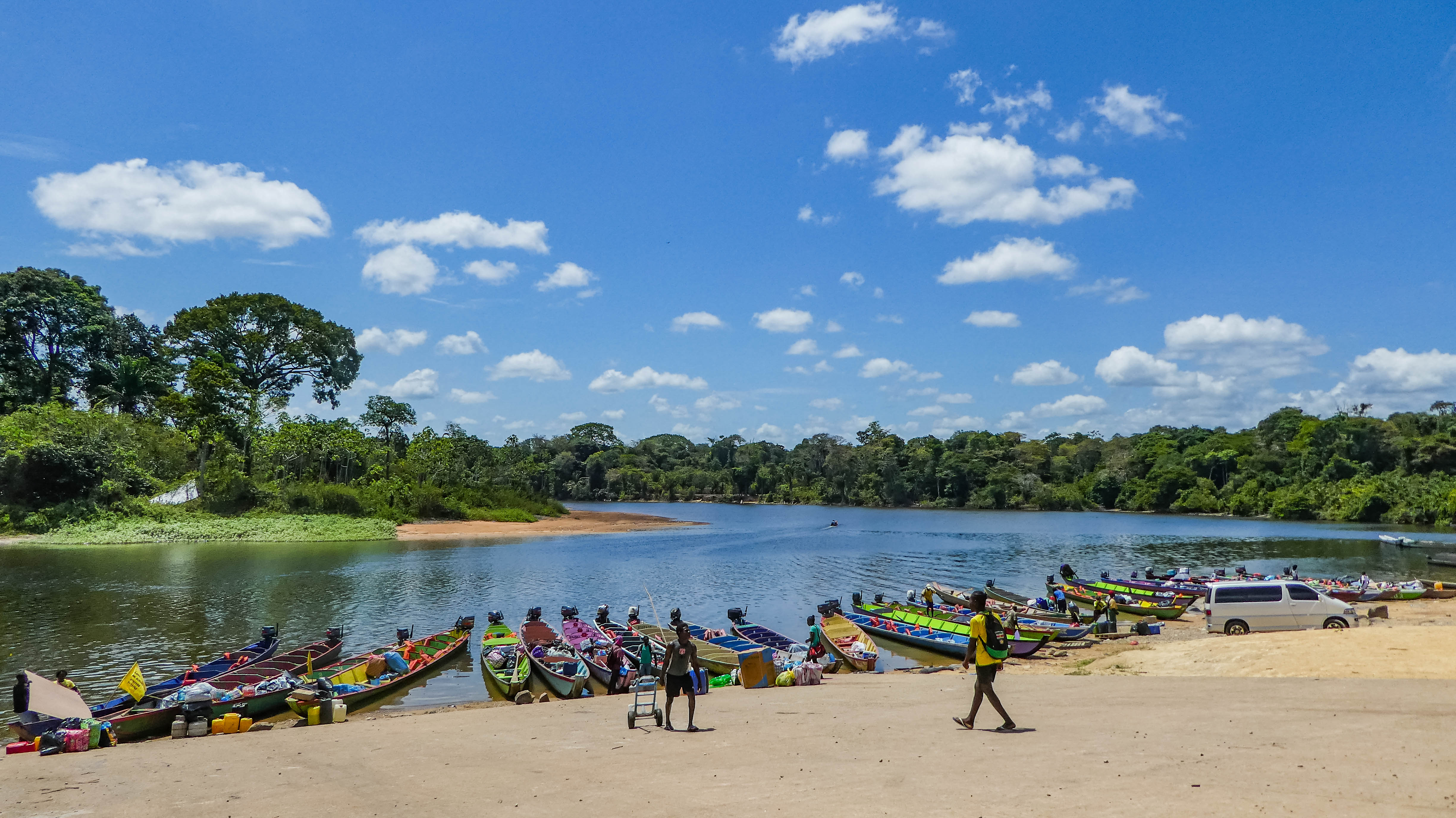
De aanmeerplaats in Atjoni vanwaar alleen nog stroomopwaarts kan worden gevaren

De rivier ontspringt in de hooglanden onder de naam Gran Rio op de grens tussen het Wilhelminagebergte en het Eilerts de Haangebergte.
Na het Brokopondostuwmeer stroomt de rivier langs Brokopondo, Berg en Dal, de transmigratiedorpen Klaaskreek en Nieuw-Lombe, Jodensavanne, Carolina, Ornamibo en Domburg, alvorens de hoofdstad Paramaribo op de linkeroever en Meerzorg aan de andere oever te passeren. Bij Nieuw-Amsterdam voegt zich de Commewijnerivier bij de Surinamerivier, en direct daarna mondt de Surinamerivier bij de zandtong Braamspunt uit in de Atlantische Oceaan.
De rivier is breed en ondiep en kent diverse stroomversnellingen. In district Brokopondo is hij voorzien van een dam: Afobakadam. Door de aanleg van deze dam is het Brokopondostuwmeer ontstaan. Het bovenstroomse deel van de Surinamerivier loopt vrijwel geheel door het district Sipaliwini en het benedenstroomse deel loopt door of langs de districten Brokopondo, Para, Commewijne, Wanica en Paramaribo.

## Scheepvaart
Voor de import en export is de Surinamerivier veruit de belangrijkste rivier van Suriname: niet alleen verlaten alle schepen met bauxieterts, aluinaarde en aluminium het land via de monding van deze rivier, ook varen schepen met voor Suriname onontbeerlijke goederen en stoffen langs Braamspunt het land in om hun waar te lossen in de havens van Paramaribo pal ten zuiden van het stadscentrum, of bij de havens van Smalkalden en Paranam - circa 30 km van Paramaribo - die van levensbelang zijn voor de bauxietindustrie. Om de scheepsnavigatie te vereenvoudigen werd de monding van de rivier lange tijd gemarkeerd door een lichtschip. Aan het begin van de Tweede Wereldoorlog liet een bemanningslid van het Duitse schip de Goslar zijn schip in de Surinamerivier zinken opdat het niet in geallieerde handen zou vallen.

## Bruggen

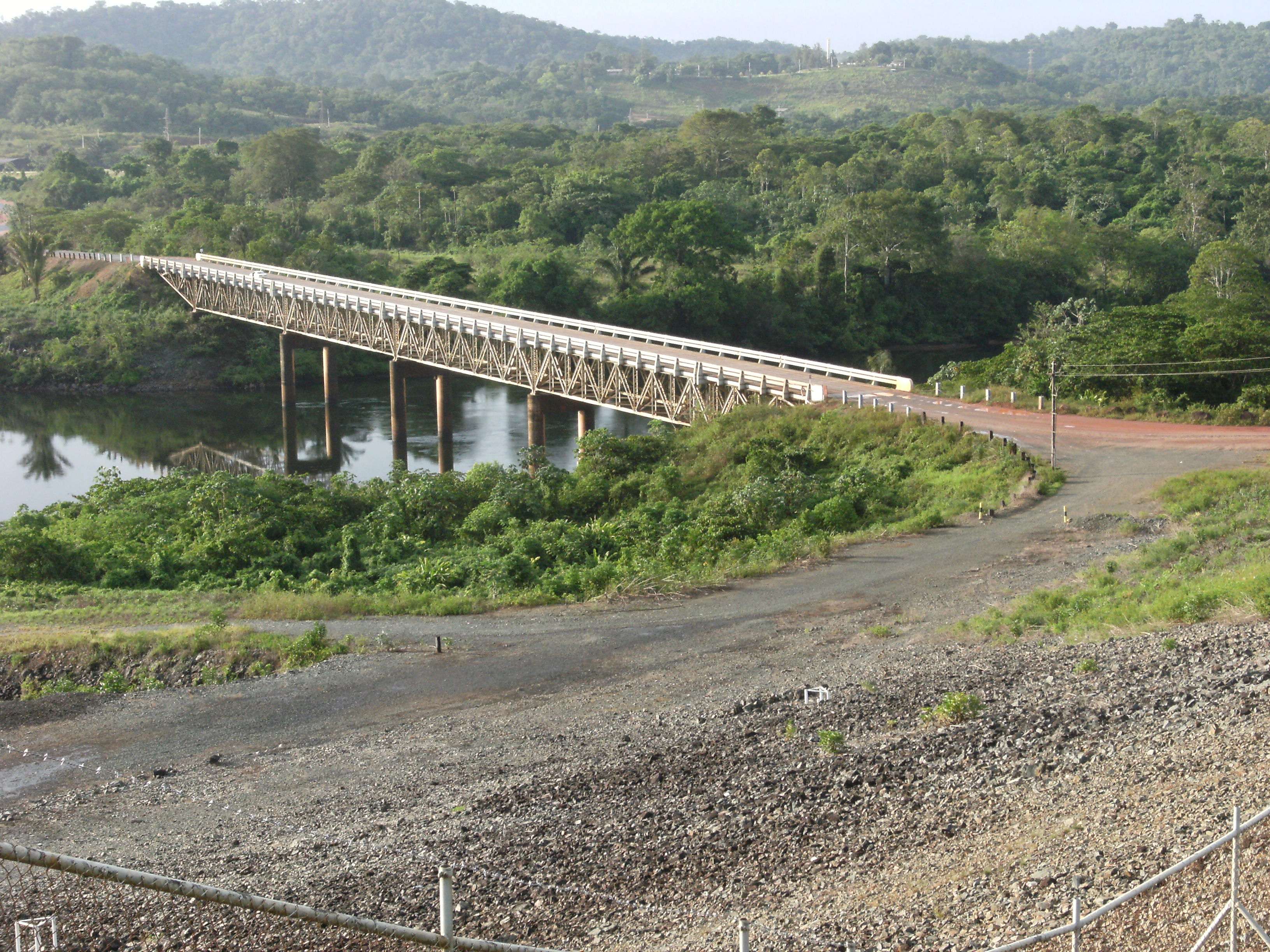
Brug over de Surinamerivier nabij de Afobakadam

Er zijn vier bruggen over de Surinamerivier: de Jules Wijdenboschbrug in Paramaribo (2000), een stalen brug bij Afobaka, de Suralcobrug bij Paranam (2006) en een brug bij Carolina (2014). In 2000 werd de Jules Wijdenboschbrug, bij Paramaribo, officieel geopend door de president die de opdracht tot de bouw van de brug had gegeven en tevens de naamgever ervan is: Jules Wijdenbosch. De brug ontsluit het ten oosten gelegen deel van Suriname. Bij Carolina, circa vijftig kilometer ten zuiden van Paramaribo, is er een houten brug over de rivier, die echter beschadigd is geraakt tijdens de Surinaamse burgeroorlog. Nadien werd een betonnen brug op de plaats van de oude houten brug gebouwd, die echter zwaar beschadigd raakte in oktober 2007 bij een aanvaring door een zandboot. Vijf kilometer verderop werd een nieuwe brug gerealiseerd in 2014.

## Recreatie

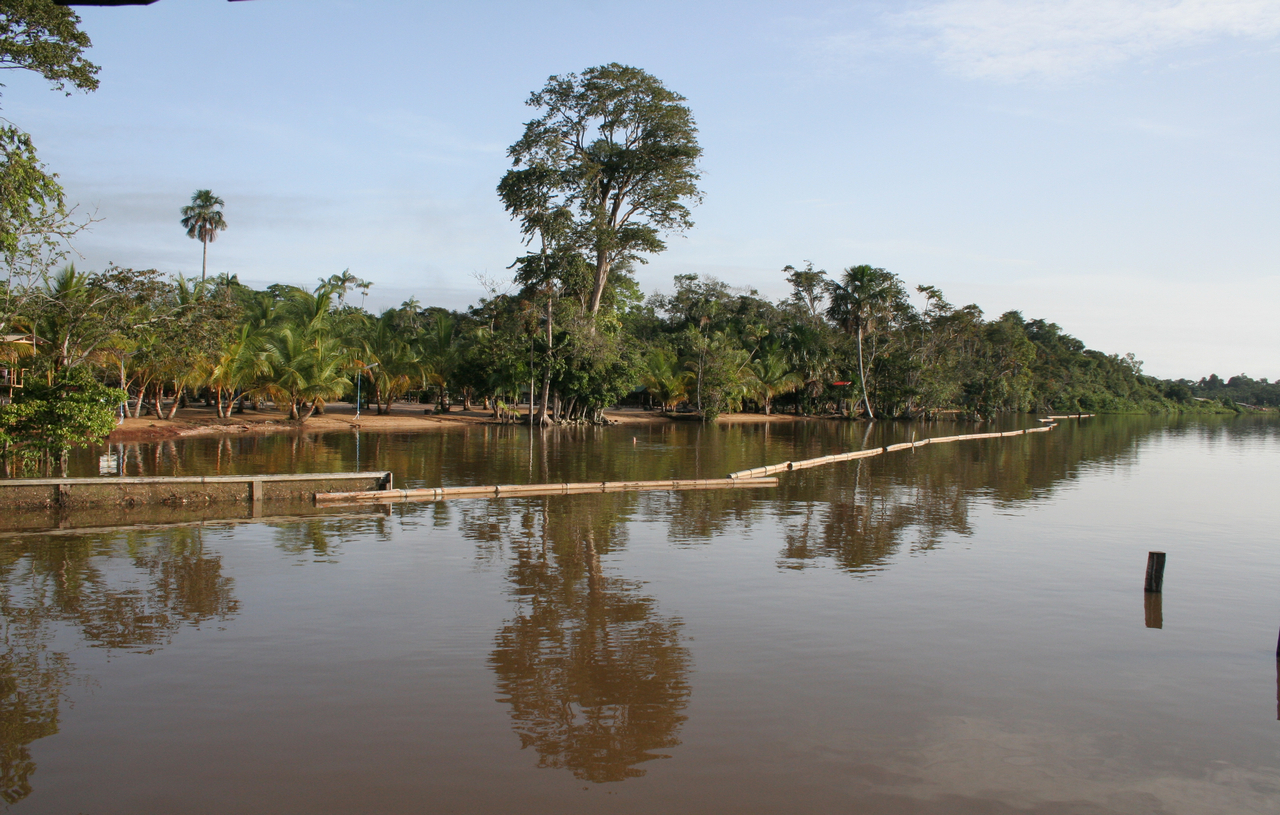
Recreatieoord Overbridge

Nabij Domburg is van wit zand een kunstmatig strand opgespoten langs de Surinamerivier. De bijbehorende strook zwemwater is met netten afgeschermd van de rest van de rivier, dit vanwege de piranha's. De verdere recreatievoorzieningen maken van dit 'White Beach' een populaire weekendbestemming. Verder stroomafwaarts heb je Overbridge, een recreatieoord dat veel overeenkomsten vertoont met 'White Beach'.
Bij de samenvoeging van de Suriname- en Commewijnerivier bevindt zich 'Fort Nieuw-Amsterdam', dat nu het gelijknamige openluchtmuseum is. Hier zijn er heel wat oude kanonnen, bunkers en ander oud oorlogsmateriaal te zien alsook de vroegere gevangenis van het fort.

## Overstroming
In mei 2006 traden de Boven-Suriname en de Marowijne buiten hun oevers door hevige regenval. Dit leidde tot zware overstromingen. Op 11 mei waren 175 dorpen getroffen en hebben ongeveer 25.000 mensen hun huis moeten verlaten om te vluchten voor het water. Het betrof veelal Marrons. Velen van hen zijn gevlucht naar familieleden in hoger gelegen dorpen. President Venetiaan riep de getroffen gebieden uit tot rampgebied.

## Galerij

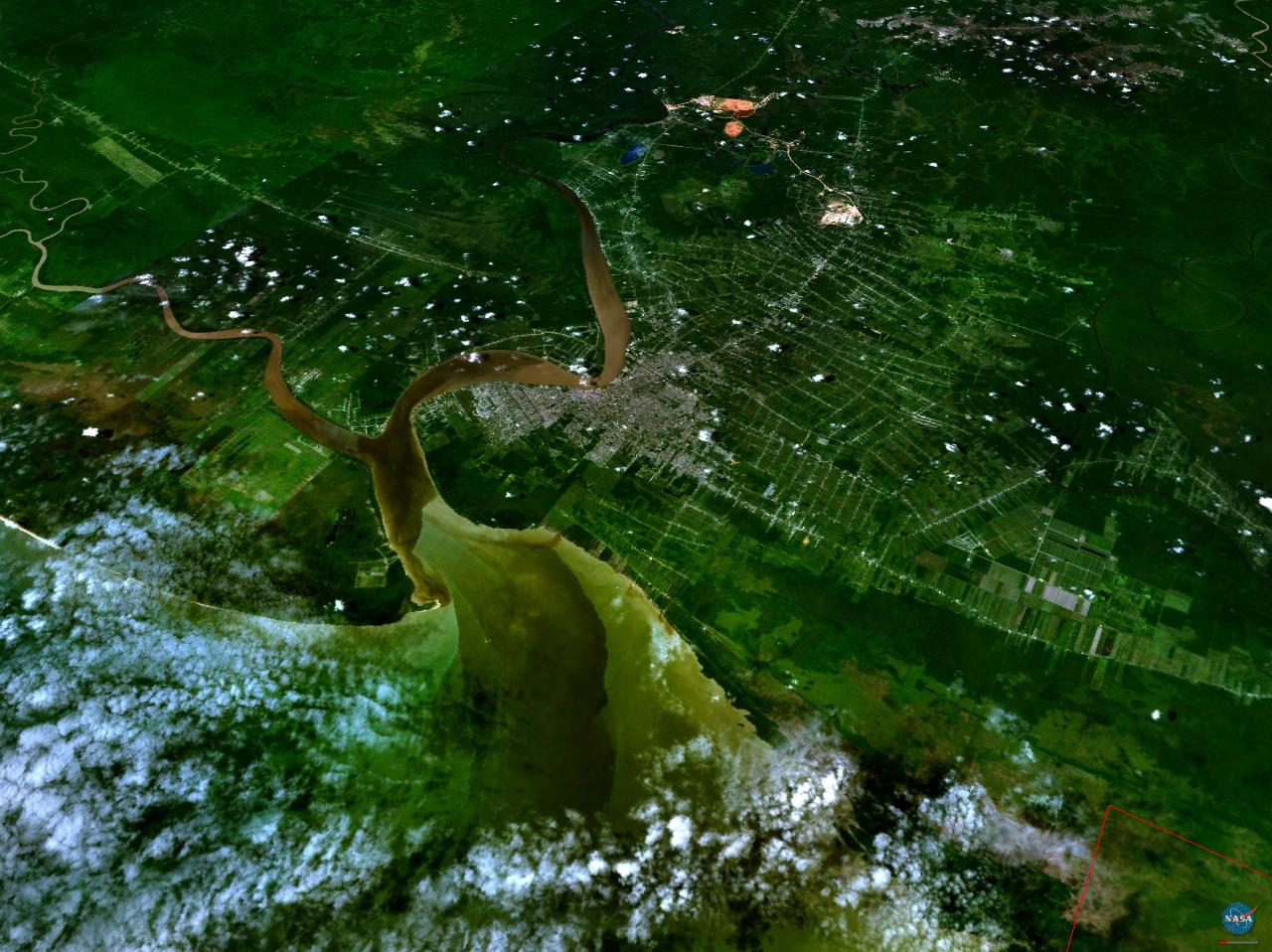
De monding van de Suriname
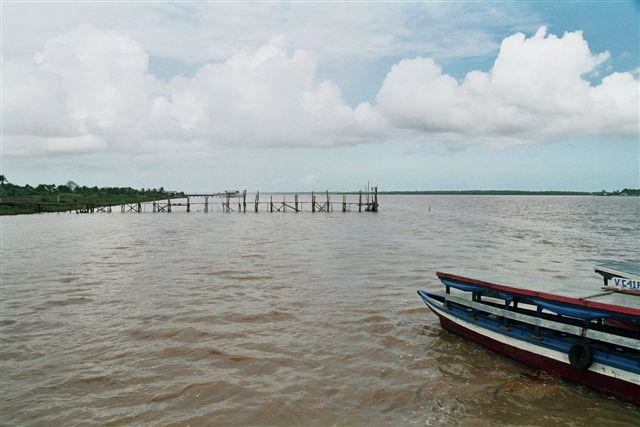
Bij Leonsberg
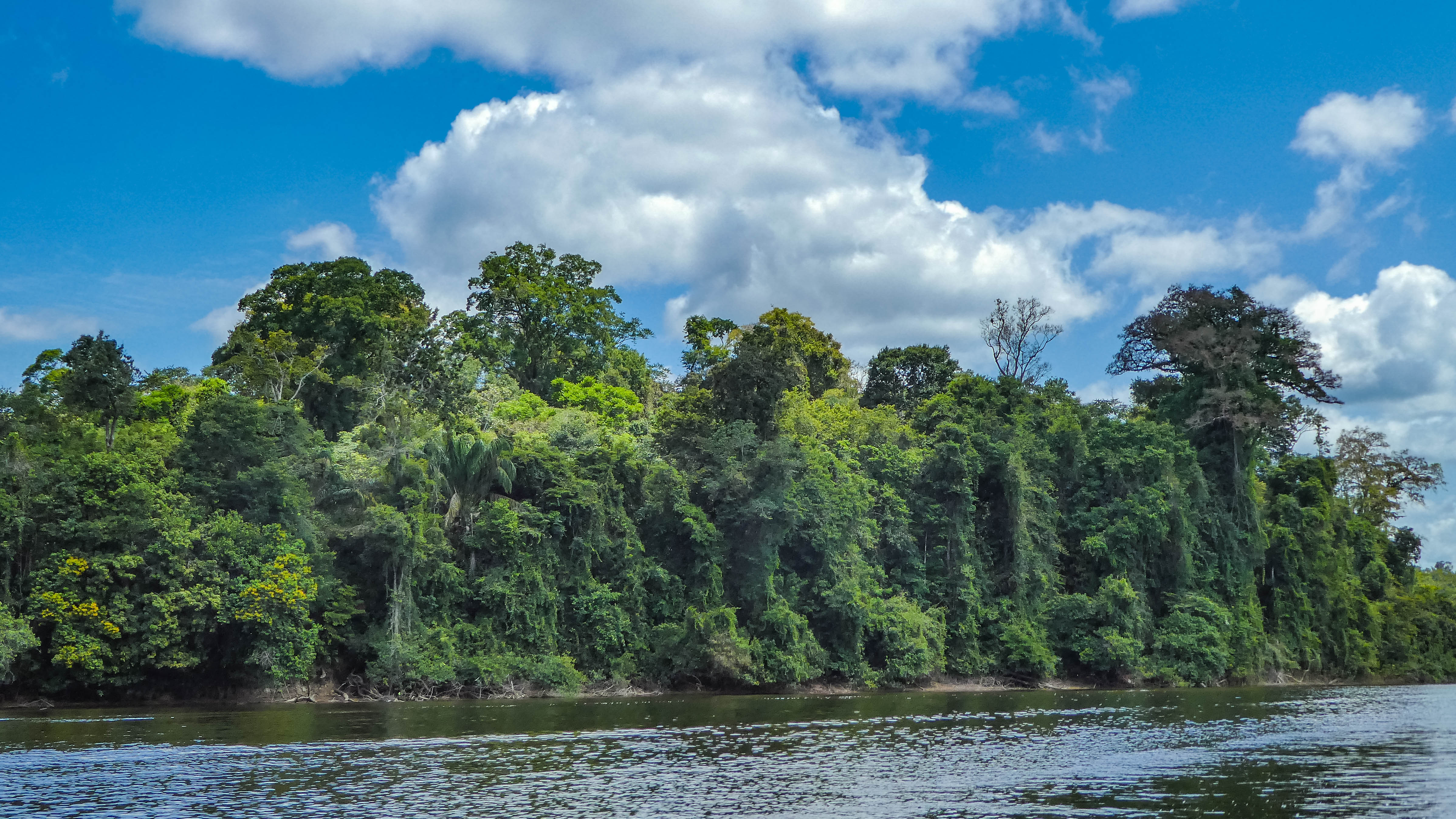
De Boven-Suriname
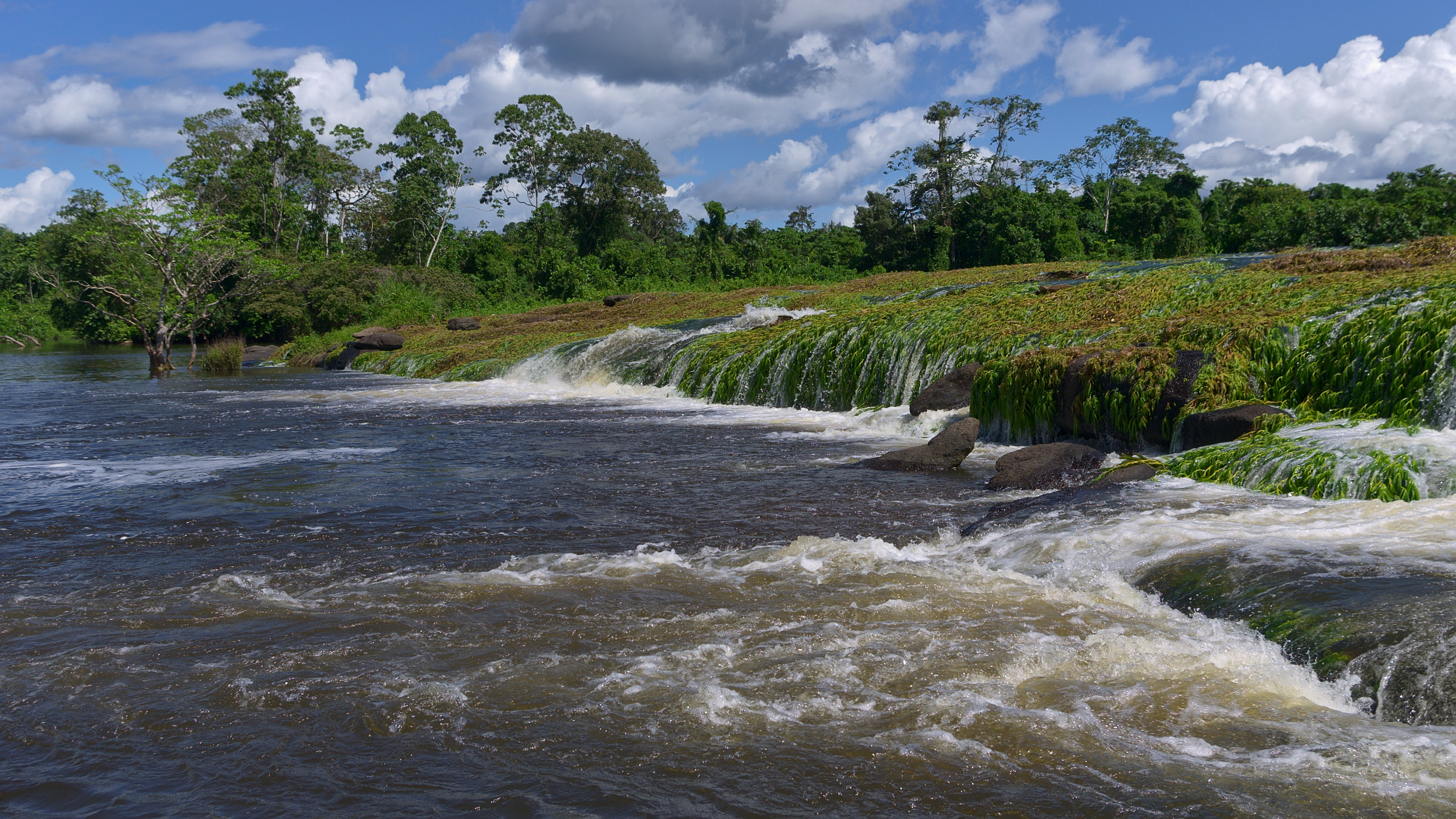
Tapawatrasoela
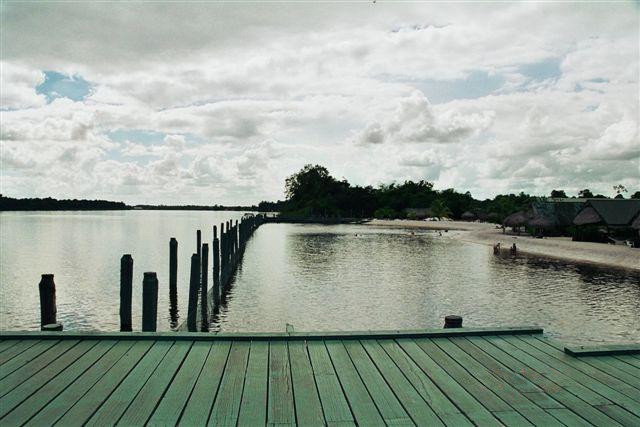
Een blik stroomopwaarts bij White Beach